# Cal Tarragó (Marçà)
Cal Tarragó és una obra de Marçà (Priorat) inclosa a l'Inventari del Patrimoni Arquitectònic de Catalunya.

## Descripció
Edifici de planta composta, bastit de maçoneria arrebossada i pintada, de planta baixa, entresòl, pis i golfes i cobert per teulada a dos vessants. A la façana s'obren dues portes a la planta baixa, una d'elles d'àmplies dimensions, un petit balcó a l'entresòl, dos balcons amb una balconada al pis i dues finestretes a les golfes. Com a element a destacar cal fer referència a la gran portalada principal, de pedra i amb arrambadors per a carruatges, amb arc rebaixat i les inicials "JTL" i la data de 1872 a la clau. La porta, de fusta, és de dues dernes amb sengles portelles. És també interessant el balcó, de ferro forjat.

## Història
Cal situar la construcció com un edifici de substitució com un edifici de substitució d'un anterior. L'època correspon al moment d'esplendor a la comarca, abans de la fil·loxera. De mica en mica ha anat degradant-se, malgrat ser habitat de forma regular.